# Maria José de Santana
Maria José de Santana, primera baronessa de Santana, (? - Juiz de Fora, 5 de juny de 1870) va ser una noble brasilera.
Estava casada amb Mariano José Ferreira, que va morir abans que la baronessa rebés el seu títol. Era la mare de Mariano Procópio Ferreira Lage.
Va ser agraciada amb el títol de Baronessa de Santana el 20 de juny de 1861, per l'emperador Pere II del Brasil. Segons algunes fonts, hauria estat recompensada per haver ofert al monarca, durant un dels seus viatges a Minas Gerais, tres mòmies indígenes que es van trobar a la seva granja de Rio Novo. Altres fonts esmenten que el seu fill, Mariano Procópio, en ser agraciat, va declinar de l'honor a favor de la seva mare. Mitjançant la carta de nominació, el monarca hauria deixat clar que, «en vista dels serveis prestats per Mariano Procópio Ferreira Lage; i voler donar-li un testimoniatge de particular distinció: Haig de fer Mercé a la seva mare».
Era la propietària de la granja Fortaleza de Sant'Anna, comprada per Cândido Tostes del seu fill, Mariano. La granja va ser ocupada pel MST (Movimento dos Trabalhadores Rurais Sem Terra) el març de 2010 i va ser expropiada el 2013 per l'INCRA (Instituto Nacional de Colonização e Reforma Agrária).
És citada per Artur Azevedo, en la seva història curta Pobres liberais.